# Provinces de la Bolivie

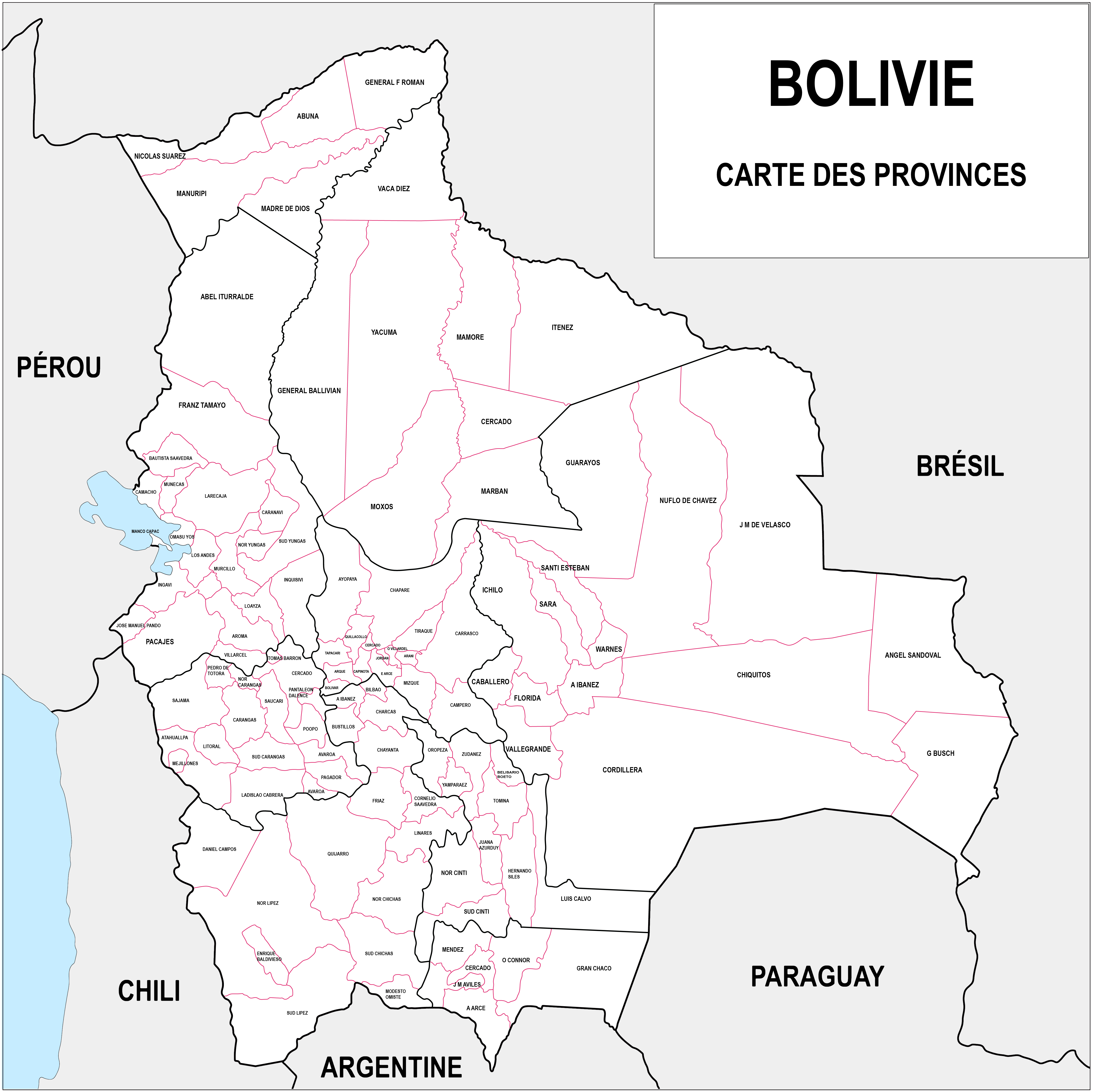
Carte des provinces au sein des neuf départements.

En Bolivie, les provinces sont une subdivision des départements. Il existe 112 provinces pour 9 départements. Les provinces sont elles-mêmes subdivisées en municipalités.
Les gouverneurs de chaque département désignent les sous-gouverneurs qui sont responsables de leur province respective. Dans le département de Tarija, l'autorité provinciale prend plutôt le nom d'exécutif sectionnel (en espagnol: Ejecutivo Seccional)
Le statut de province est reconnu dans la constitution bolivienne, précisément à son article 269.

## Liste des provinces
| Département               | Province                 | Capitale                 | Superficie (km²) | Habitants (2001) |
| ------------------------- | ------------------------ | ------------------------ | ---------------- | ---------------- |
| Beni (8 provinces)        | Cercado                  | Trinidad                 | 12.276           | 82.653           |
| Beni (8 provinces)        | Iténez                   | Magdalena                | 36.576           | 18.878           |
| Beni (8 provinces)        | José Ballivián           | Reyes                    | 40.444           | 68.174           |
| Beni (8 provinces)        | Mamoré                   | San Joaquín              | 18.706           | 12.397           |
| Beni (8 provinces)        | Marbán                   | Loreto                   | 15.126           | 14.454           |
| Beni (8 provinces)        | Moxos                    | San Ignacio de Moxos     | 33.316           | 21.643           |
| Beni (8 provinces)        | Vaca Diéz                | Riberalta                | 22.434           | 116.421          |
| Beni (8 provinces)        | Yacuma                   | Santa Ana del Yacuma     | 34.686           | 27.901           |
| Chuquisaca (10 provinces) | Belisario Boeto          | Villa Serrano            | 2000             | 12.277           |
| Chuquisaca (10 provinces) | Hernando Siles           | Monteagudo               | 5473             | 36.511           |
| Chuquisaca (10 provinces) | Jaime Zudáñez            | Villa Zudáñez            | 3738             | 33.482           |
| Chuquisaca (10 provinces) | Juana Azurduy de Padilla | Azurduy                  | 4185             | 26.515           |
| Chuquisaca (10 provinces) | Luis Calvo               | Villa Vaca Guzmán        | 13.299           | 20.479           |
| Chuquisaca (10 provinces) | Nor Cinti                | Camargo                  | 7983             | 69.512           |
| Chuquisaca (10 provinces) | Oropeza                  | Sucre                    | 3943             | 241.376          |
| Chuquisaca (10 provinces) | Sud Cinti                | Camataqui                | 5484             | 24.321           |
| Chuquisaca (10 provinces) | Tomina                   | Padilla                  | 3947             | 37.482           |
| Chuquisaca (10 provinces) | Yamparáez                | Tarabuco                 | 1472             | 29.567           |
| Cochabamba (16 provinces) | Arani                    | Arani                    | 506              | 24.053           |
| Cochabamba (16 provinces) | Arque                    | Arque                    | 1077             | 23.464           |
| Cochabamba (16 provinces) | Ayopaya                  | Independencia            | 9620             | 60.959           |
| Cochabamba (16 provinces) | Bolívar                  | Bolívar                  | 413              | 8635             |
| Cochabamba (16 provinces) | Capinota                 | Capinota                 | 1495             | 25.582           |
| Cochabamba (16 provinces) | Carrasco                 | Totora                   | 15.045           | 116.205          |
| Cochabamba (16 provinces) | Cercado                  | Cochabamba               | 391              | 517.024          |
| Cochabamba (16 provinces) | Chapare                  | Sacaba                   | 12.445           | 187.358          |
| Cochabamba (16 provinces) | Esteban Arce             | Tarata                   | 1245             | 31.997           |
| Cochabamba (16 provinces) | Germán Jordán            | Cliza                    | 305              | 31.768           |
| Cochabamba (16 provinces) | Mizque                   | Mizque                   | 2730             | 36.181           |
| Cochabamba (16 provinces) | Narciso Campero          | Aiquile                  | 5550             | 37.011           |
| Cochabamba (16 provinces) | Punata                   | Punata                   | 850              | 47.735           |
| Cochabamba (16 provinces) | Quillacollo              | Quillacollo              | 720              | 246.803          |
| Cochabamba (16 provinces) | Tapacarí                 | Tapacarí                 | 1500             | 25.919           |
| Cochabamba (16 provinces) | Tiraque                  | Tiraque                  | 1739             | 35.017           |
| La Paz (20 provinces)     | Abel Iturralde           | Ixiamas                  | 42.815           | 11.828           |
| La Paz (20 provinces)     | Aroma                    | Sica Sica                | 4510             | 86.480           |
| La Paz (20 provinces)     | Bautista Saavedra        | Charazani                | 2525             | 11.475           |
| La Paz (20 provinces)     | Caranavi                 | Caranavi                 | 3400             | 51.153           |
| La Paz (20 provinces)     | Eliodoro Camacho         | Puerto Acosta            | 2080             | 57.745           |
| La Paz (20 provinces)     | Franz Tamayo             | Apolo                    | 15.900           | 18.386           |
| La Paz (20 provinces)     | Gualberto Villarroel     | San Pedro de Curahuara   | 1935             | 15.975           |
| La Paz (20 provinces)     | Ingavi                   | Viacha                   | 5410             | 95.906           |
| La Paz (20 provinces)     | Inquisivi                | Inquisivi                | 6430             | 59.495           |
| La Paz (20 provinces)     | José Manuel Pando        | Santiago de Machaca      | 1976             | 6137             |
| La Paz (20 provinces)     | Larecaja                 | Sorata                   | 8110             | 68.026           |
| La Paz (20 provinces)     | Loayza                   | Luribay                  | 3370             | 43.731           |
| La Paz (20 provinces)     | Los Andes                | Pucarani                 | 1658             | 69.636           |
| La Paz (20 provinces)     | Manco Kapac              | Copacabana               | 367              | 22.892           |
| La Paz (20 provinces)     | Muñecas                  | Chuma                    | 4965             | 25.163           |
| La Paz (20 provinces)     | Nor Yungas               | Coroico                  | 1720             | 23.681           |
| La Paz (20 provinces)     | Omasuyos                 | Achacachi                | 2065             | 85.702           |
| La Paz (20 provinces)     | Pacajes                  | Coro Coro                | 10.584           | 49.183           |
| La Paz (20 provinces)     | Pedro Domingo Murillo    | Palca                    | 4705             | 1.484.328        |
| La Paz (20 provinces)     | Sud Yungas               | Chulumani                | 5770             | 63.544           |
| Oruro (16 provinces)      | Atahuallpa               | Sabaya                   | 5885             | 7114             |
| Oruro (16 provinces)      | Carangas                 | Corque                   | 5472             | 10.505           |
| Oruro (16 provinces)      | Cercado                  | Oruro                    | 5766             | 241.230          |
| Oruro (16 provinces)      | Eduardo Avaroa           | Challapata               | 4015             | 27.675           |
| Oruro (16 provinces)      | Ladislao Cabrera         | Salinas de Garcí Mendoza | 8818             | 11.698           |
| Oruro (16 provinces)      | Litoral de Atacama       | Huachacalla              | 2894             | 4555             |
| Oruro (16 provinces)      | Nor Carangas             | Huayllamarca             | 870              | 5790             |
| Oruro (16 provinces)      | Pantaléon Dalence        | Huanuni                  | 1210             | 23.608           |
| Oruro (16 provinces)      | Poopó                    | Poopó                    | 3061             | 14.984           |
| Oruro (16 provinces)      | Puerto de Mejillones     | La Rivera                | 785              | 1130             |
| Oruro (16 provinces)      | Sajama                   | Curahuara de Carangas    | 5790             | 9096             |
| Oruro (16 provinces)      | San Pedro de Totora      | Totora                   | 1487             | 4941             |
| Oruro (16 provinces)      | Saucarí                  | Toledo                   | 1671             | 7763             |
| Oruro (16 provinces)      | Sebastián Pagador        | Santiago de Huari        | 1972             | 10.221           |
| Oruro (16 provinces)      | Sud Carangas             | Santiago de Andamarca    | 3536             | 6136             |
| Oruro (16 provinces)      | Tomas Barrón             | Eucaliptus               | 356              | 5424             |
| Pando (5 provinces)       | Abuná                    | Santa Rosa del Abuná     | 7468             | 2996             |
| Pando (5 provinces)       | Federico Román           | Nueva Esperanza          | 13.200           | 2242             |
| Pando (5 provinces)       | Madre de Dios            | Puerto Gonzalo Moreno    | 10.879           | 9521             |
| Pando (5 provinces)       | Manuripi                 | Puerto Rico              | 22.461           | 8230             |
| Pando (5 provinces)       | Nicolás Suárez           | Cobija                   | 9819             | 29.536           |
| Potosí (16 provinces)     | Alonso de Ibáñez         | Sacaca                   | 2170             | 27.755           |
| Potosí (16 provinces)     | Antonio Quijarro         | Uyuni                    | 14.890           | 37.428           |
| Potosí (16 provinces)     | Bernardino Bilbao        | Arampampa                | 640              | 10.623           |
| Potosí (16 provinces)     | Charcas                  | San Pedro de Buena Vista | 2964             | 38.174           |
| Potosí (16 provinces)     | Chayanta                 | Colquechaca              | 7026             | 90.205           |
| Potosí (16 provinces)     | Cornelio Saavedra        | Betanzos                 | 2375             | 58.706           |
| Potosí (16 provinces)     | Daniel Campos            | Llica                    | 12.106           | 5067             |
| Potosí (16 provinces)     | Enrique Baldivieso       | San Agustín              | 2254             | 1640             |
| Potosí (16 provinces)     | José María Linares       | Puna                     | 5136             | 51.412           |
| Potosí (16 provinces)     | Modesto Omiste           | Villazón                 | 2260             | 36.266           |
| Potosí (16 provinces)     | Nor Chichas              | Cotagaita                | 8979             | 35.323           |
| Potosí (16 provinces)     | Nor Lípez                | Colcha "K"               | 20.892           | 10.460           |
| Potosí (16 provinces)     | Rafael Bustillo          | Uncía                    | 2235             | 76.254           |
| Potosí (16 provinces)     | Sud Chichas              | Tupiza                   | 8516             | 47.873           |
| Potosí (16 provinces)     | Sud Lípez                | San Pablo de Lípez       | 22.355           | 4905             |
| Potosí (16 provinces)     | Tomás Frías              | Potosí                   | 3420             | 176.922          |
| Santa Cruz (15 provinces) | Andrés Ibáñez            | Santa Cruz de la Sierra  | 4821             | 1.260.549        |
| Santa Cruz (15 provinces) | Ángel Sandoval           | San Matías               | 37.442           | 13.073           |
| Santa Cruz (15 provinces) | Chiquitos                | San José de Chiquitos    | 31.429           | 59.754           |
| Santa Cruz (15 provinces) | Cordillera               | Lagunillas               | 86.245           | 101.733          |
| Santa Cruz (15 provinces) | Florida                  | Samaipata                | 4132             | 27.447           |
| Santa Cruz (15 provinces) | Germán Busch             | Puerto Suarez            | 24.903           | 33.006           |
| Santa Cruz (15 provinces) | Guarayos                 | Ascención de Guarayos    | 27.343           | 31.577           |
| Santa Cruz (15 provinces) | Ichilo                   | Buena Vista              | 14.232           | 70.444           |
| Santa Cruz (15 provinces) | Ignacio Warnes           | Warnes                   | 1216             | 53.231           |
| Santa Cruz (15 provinces) | José Miguel de Velasco   | San Ignacio de Velasco   | 65.425           | 56.702           |
| Santa Cruz (15 provinces) | Manuel María Caballero   | Comarapa                 | 2310             | 20.010           |
| Santa Cruz (15 provinces) | Ñuflo de Chávez          | Concepción               | 54.150           | 93.997           |
| Santa Cruz (15 provinces) | Obispo Santistevan       | Montero                  | 3673             | 142.786          |
| Santa Cruz (15 provinces) | Sara                     | Portachuelo              | 6886             | 37.733           |
| Santa Cruz (15 provinces) | Vallegrande              | Vallegrande              | 6414             | 27.429           |
| Tarija (6 provinces)      | Aniceto Arce             | Padcaya                  | 5205             | 52.570           |
| Tarija (6 provinces)      | Burnet O'Connor          | Entre Ríos               | 5309             | 19.339           |
| Tarija (6 provinces)      | Cercado                  | Tarija                   | 2078             | 153.457          |
| Tarija (6 provinces)      | Eustaquio Méndez         | San Lorenzo              | 4861             | 32.038           |
| Tarija (6 provinces)      | Gran Chaco               | Yacuiba                  | 17.428           | 116.318          |
| Tarija (6 provinces)      | José María Avilés        | Uriondo                  | 2742             | 17.504           |

## Sources
- (nl) Cet article est partiellement ou en totalité issu de l’article de Wikipédia en néerlandais intitulé « Provincies van Bolivia » (voir la liste des auteurs).